# Strangford Castle

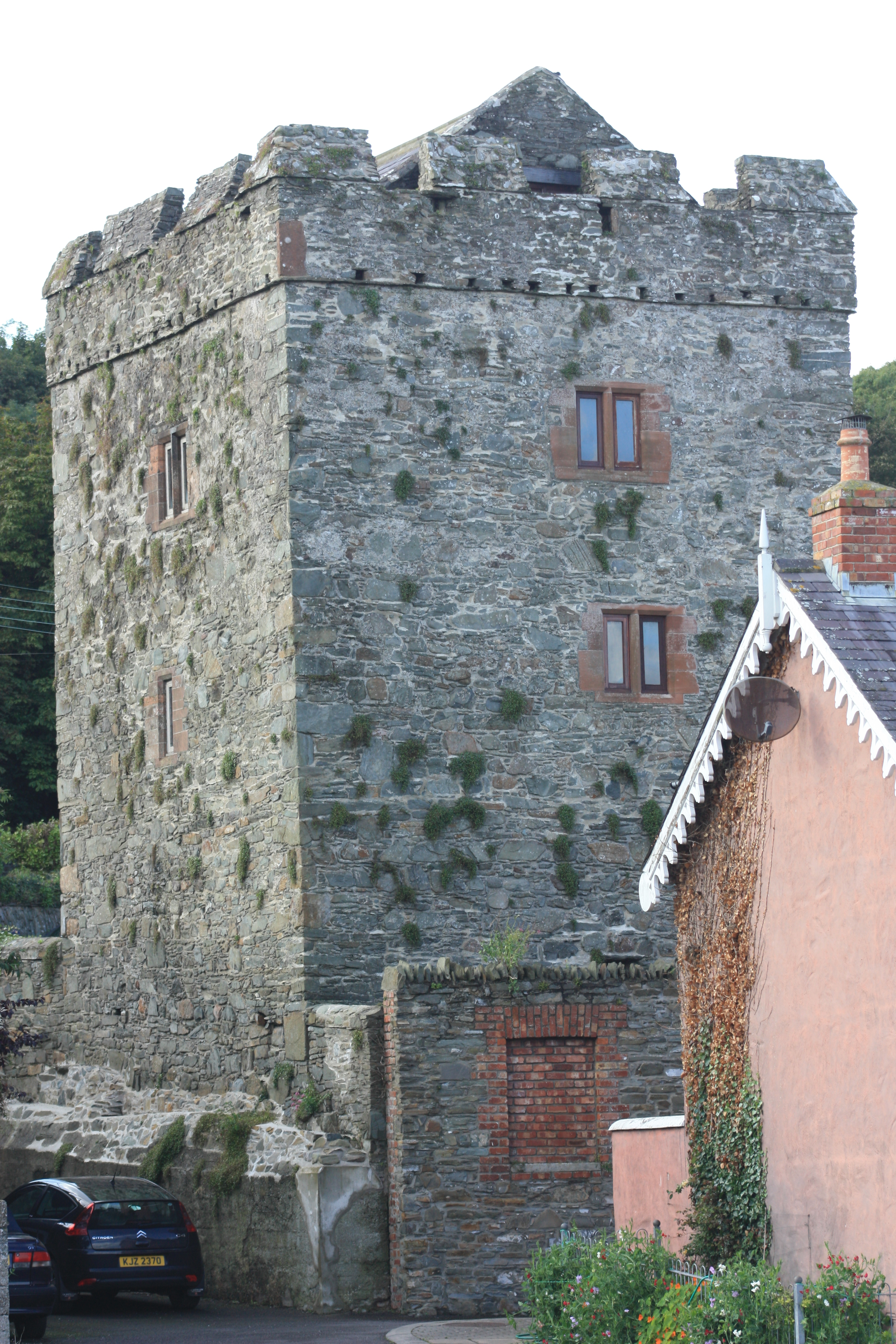
Strangford Castle im August 2009

Strangford Castle (irisch Caisleán Bhaile Loch Cuan) ist eine Burg auf einer Höhe über dem Hafen des Dorfes Strangford (Baile Loch Cuan) im nordirischen County Down. Sie liegt am Strangford Lough (Loch Cuan) gegenüber Portaferry Castle. Sie wurde vermutlich ursprünglich im 15. Jahrhundert errichtet, aber der größte Teil des heute erhaltenen Gebäudes stammt vom Ende des 16. Jahrhunderts. Der Wohnturm ist ein State Care Historic Monument im Townland von Strangford Lower im District Newry, Mourne and Down. Ihre Popularität nahm zu, seit sie unter dem bekannten Namen Winterfell als Filmkulisse für die Fernsehshow Game of Thrones diente.

## Konstruktion
Strangford Castle ist ein kleiner Wohnturm vom Ende des 16. Jahrhunderts, hat aber eine zugemauerte Tür im Stil des 15. Jahrhunderts im 1. Obergeschoss. So handelt es sich vermutlich um den Umbau eines früheren Wohnturms. Der heutige Eingang in der Nordostmauer ist eine Rekonstruktion, dessen Ort durch das bis heute erhaltene Maschikuli zwischen zwei Konsolen und die Aufnahme eines Riegels, der die ursprüngliche Tür sicherte, festgelegt wurde. Der erste Eingang war wohl im 1. Obergeschoss. Es handelt sich um einen kleinen, dreistöckigen Wohnturm ohne Gewölbe oder Steintreppe. Im 1. Obergeschoss befindet sich ein Ofen. Der Raum im Erdgeschoss ist nur durch kleine Schießscharten belichtet. Auf dem Dach finden sich sehr schöne Zinnen, ebenfalls mit Schießscharten. Die ursprünglichen Decken bestanden, wie ihre heutigen Rekonstruktionen, aus Holz.

## Galeriebilder

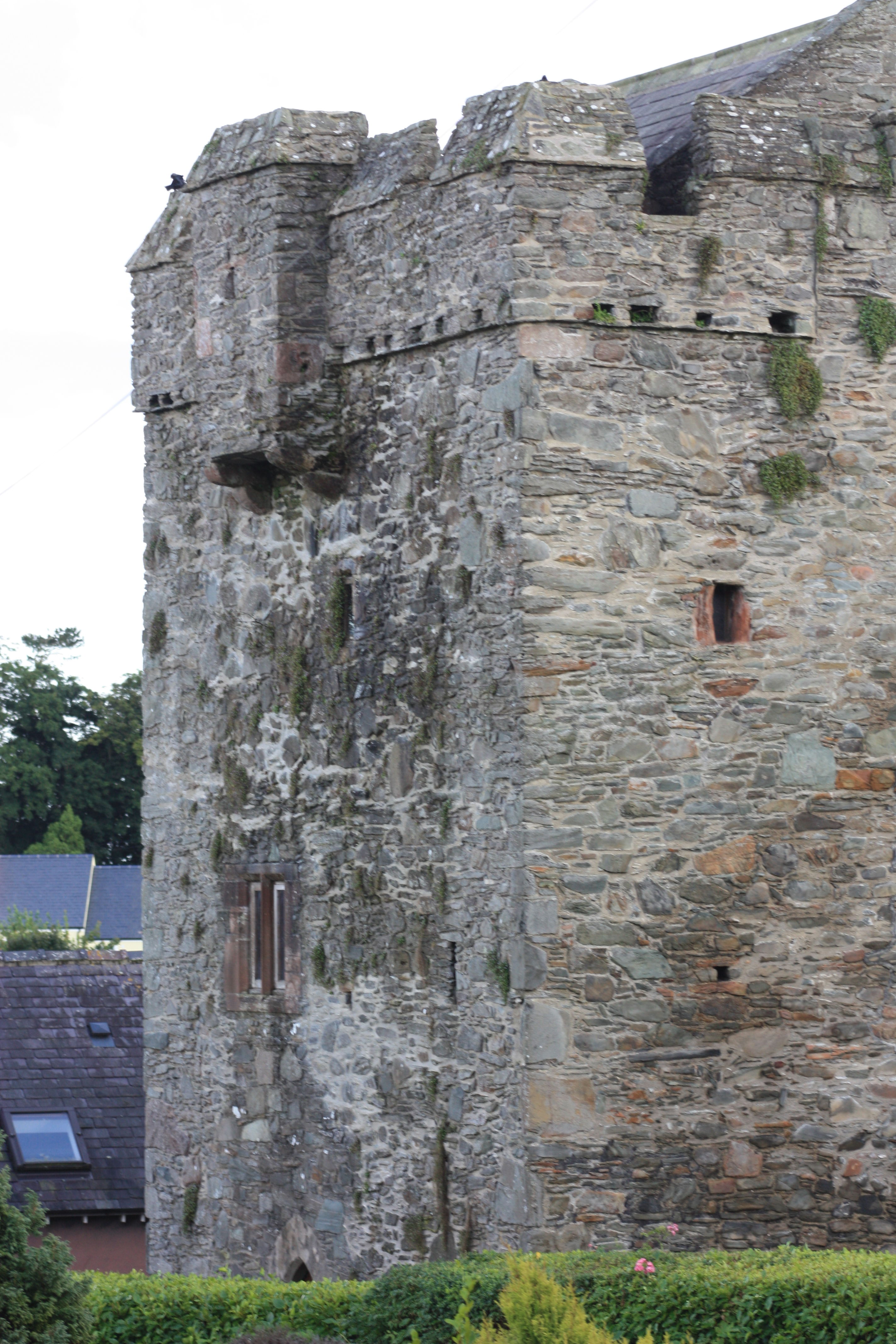
Strangford Castle im August 2009
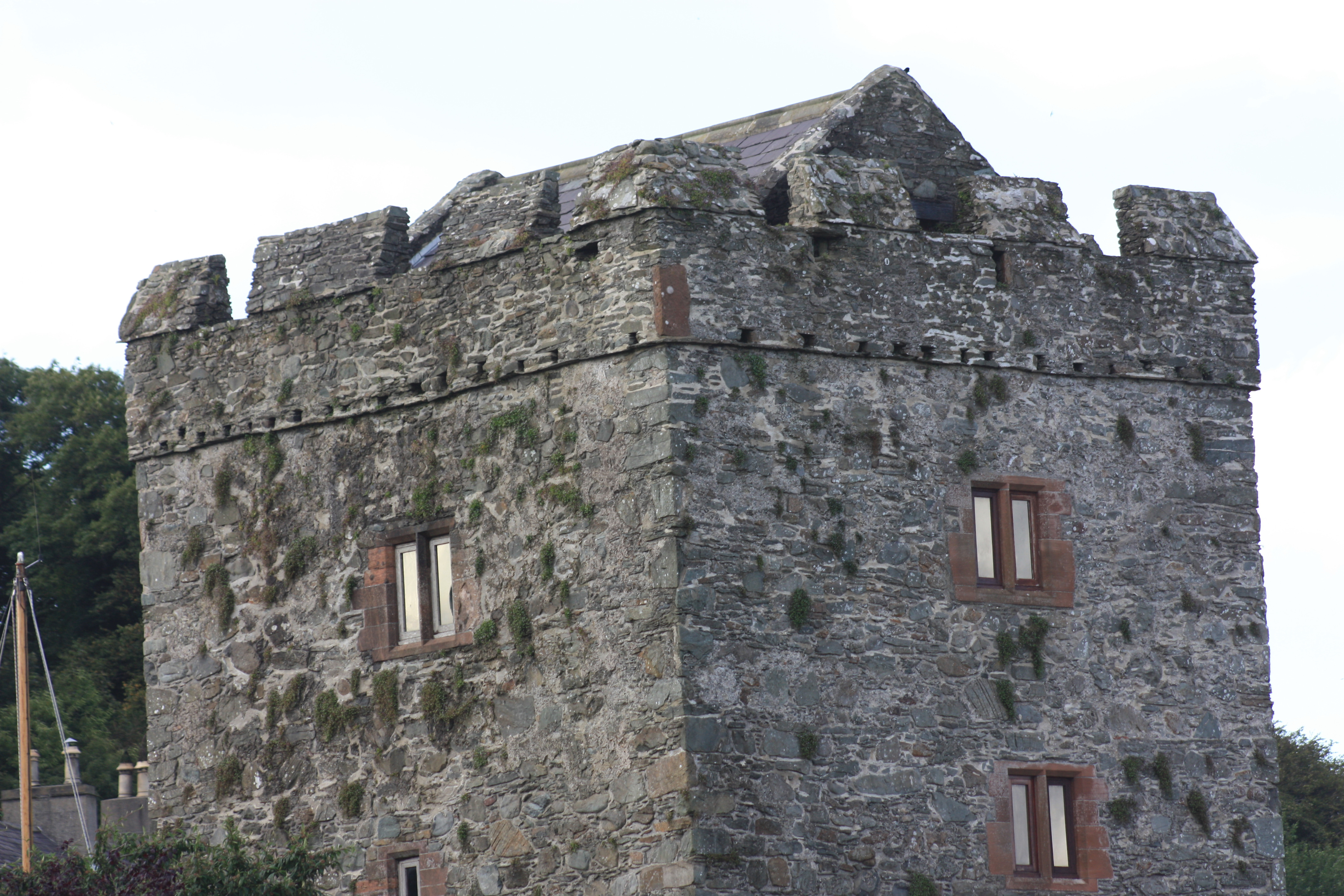
Strangford Castle im August 2009
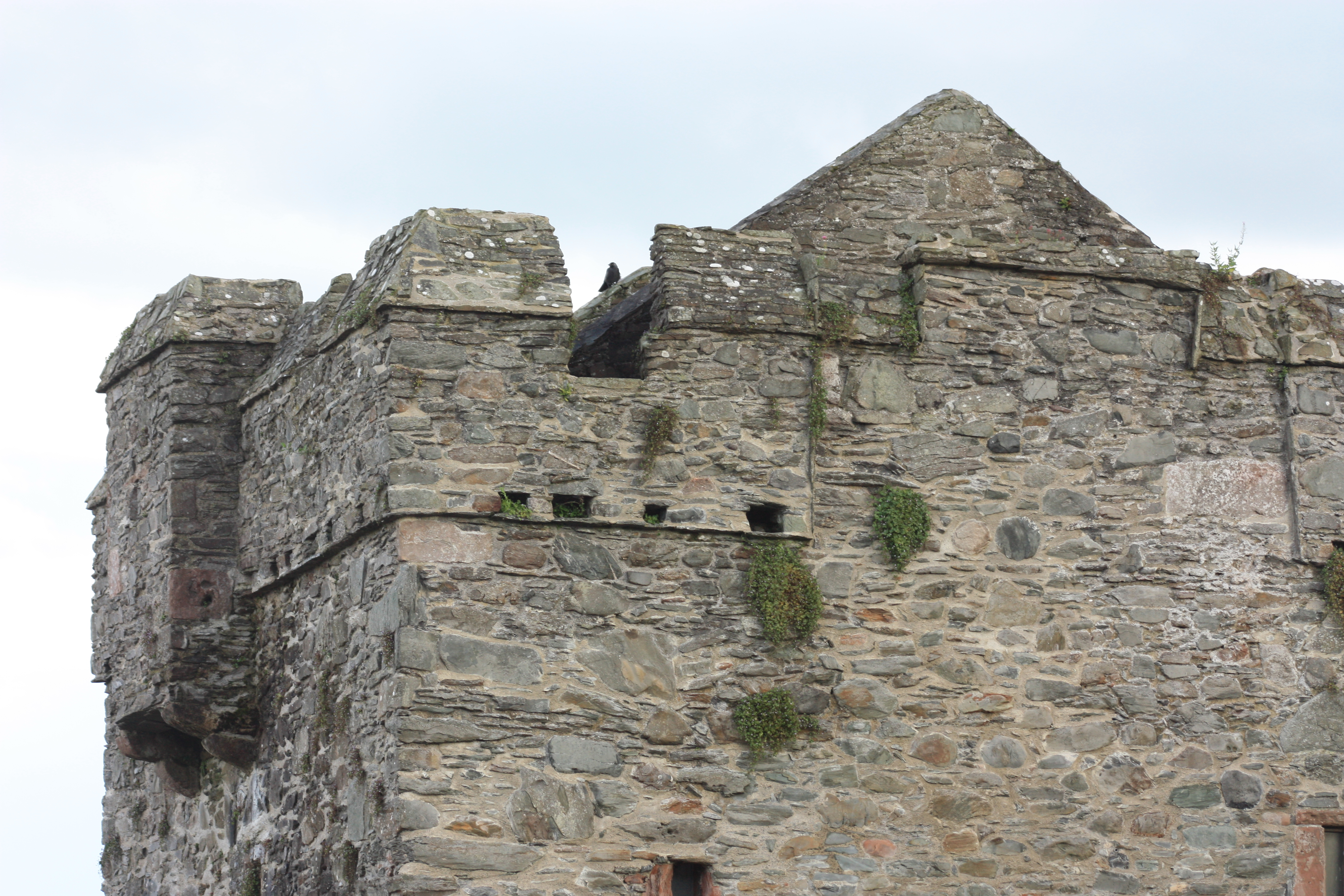
Strangford Castle im August 2009